# Pachyloides hades
Pachyloides hades es una especie de arácnido  del orden Opiliones de la familia Gonyleptidae.

## Distribución geográfica
Se encuentra en El Infiernillo (3000 m), provincia de Tucumán, Argentina.